# Ignace Baguibassa Sambar-Talkena
 Ignace Baguibassa Sambar-Talkena, né le 31 mars 1935 à Baga et mort le 3 février 2013 à Lomé, est un prélat catholique togolais, évêque de Kara de 1996 à 2009.

## Biographie
Ignace Baguibassa Sambar-Talkena a été ordonné prêtre en 1963. 
Le 30 novembre 1996, il est nommé évêque de Kara par Jean-Paul II qui le consacre en personne le 6 janvier suivant à Rome. 
Il se retire le 7 janvier 2009. 

## Sources
- Profil sur Catholic hierarchy